# Dilleria erichi
Dilleria erichi là một loài tò vò trong họ Ichneumonidae.